# Jeff Lynne
Jeff Lynne (født 30. december 1947), er en engelsk sangskriver og pladeproducer. Han blev født i Birmingham i området "Shard End area of Birmingham", England. Han er bedst kendt som leder af bandet Electric Light Orchestra samt primus motor bag det hedengangne fritidsprojekt Traveling Wilburys.

## Karriere
I 1960'erne spillede Jeff Lynne som guitarist i The Nightriders, bandet skiftede senere navn til "Idle Race", et navn, som var givet af Evelyn Lynne, Jeff's oldemor, med sarkasme om at det med at spille popmusik ikke var et sikkert erhverv.
I 1970 dannede Jeff Lynne sammen med Roy Wood og Bev Bevan Electric Light Orchestra (ELO) – navnet skulle hentyde til det "elektriske" bag instrumenterne og Light Orchestra hentyde til "let orkester", altså dermed ikke en lyd som et fuldt stryger-orkester – men tæt på.
Selvom han i 80'erne havde hjulpet bl.a. Dave Edmunds (1983) og Agnetha Fältskog (1985), blev han nok mest kendt som producer efter George Harrison's album "Cloud Nine" som Jeff Lynne producerede i 1987, efter at ELO havde udsendt deres sidste egentlige album "Balance Of Power" i 1986. "Cloud Nine" indeholdt bl.a. nummeret "Got My Mind Set On You", som var skrevet af Rudy Clark. Det blev et stort hit.
Også vennerne Roy Orbison og Tom Petty fik produceret albums af Jeff Lynne efter succesen med Traveling Wilburys i 1988 .
I 1988/89 producerede Jeff fire numre til den danske gruppe Miss B. Haven – og her blev han så betaget af Mette Mathiesens brug af slagtøjet, at hun medvirkede på hans solo-album fra 1990, "Armchair Theatre". I øvrigt et solo-album som fik ros fra anmelderne, men aldrig nåede de kommercielle højder som ELO nød i 1970'erne og starten af firserne.
I 1990'erne og op til i dag, har Jeff Lynne fortsat sin omfattende producer-virksomhed, bl.a. for Tom Petty igen, Ringo Starr, Paul McCartney, Del Shannon, Brian Wilson, Julianna Raye, Kiki Dee, Hank Marvin mfl.
Jeff Lynne producerede i 1995 de to Beatles-numre "Real Love" og "Free As A Bird" efter John Lennons råbånd, til Beatles dobbelt-dobbeltalbum "Anthology" 1 & 2.
Den særlige Jeff Lynne-lyd – som i brund og grund ER inspireret af The Beatles – er tydelig på begge numre.